# Завадзке
Зава̀дзке (на полски: Zawadzkie; на немски: Zawadzki, Andreashütte) е град в Южна Полша, Ополско войводство, Стшелешки окръг. Административен център е на градско-селската Завадзка община. Заема площ от 16,46 км2.

## Население
Според данни от полската Централна статистическа служба, към 31 декември 2013 г. населението на града възлиза на 7 605 души. Гъстотата е 462 души/км2.